# Skalamodel
 For alternative betydninger, se Model. (Se også artikler, som begynder med Model)
En skalamodel er en repræsentation eller en kopi af et objekt, som er større eller mindre end objektets oprindelige størrelse. Meget ofte er skalamodellen mindre end originalen. En skalamodels formål kan f.eks. være at guide hvordan fuldskalamodellen laves eller ser ud. Andre formål med skalamodeller kan være selve bygningen eller det at samle på skalamodeller; der kan være mange andre grunde.
Professionelle modelbyggere skaber ofte skalamodeller for følgende professioner:
- Ingeniører har brug for skalamodeller for at teste den formodede ydelse af et specielt design på et tidligt tidspunkt i udviklingen – uden at udgiften bliver ligeså så stor som bygningen af fuldskala prototypen.
- Arkitekter har brug for arkitektoniske modeller så de kan evaluerer og sælge designet af en konstruktion før den er bygget.
- Filmmagere har brug for modeller af objekter, som ikke kan laves eller ikke lever i virkeligheden (f.eks. Stjerneskibene i Star Wars – King Kong-aben).
- Salgsfolk har brug for modeller for at markedsføre nye produkter som f.eks. tungt udstyr, biler eller andre fartøjer.

Hobbyfolk eller amatører modelbygger for deres egen fornøjelse eller tilfredsstillelse.

## Skalamodeltyper
- Modeltog
- Modelfly
- Modelark
- Papirmodel
- Modelskib
- Modelbil
- Globus
- Himmelkuglen